# Neilston
Neilston (Schots-Gaelisch: Baile Nèill) is een dorp in de Schotse council East Renfrewshire in het historisch graafschap Renfrewshire. Neilston ligt ongeveer 3 kilometer ten zuidwesten van Barrhead, 6 kilometer ten zuiden van Paisley, 9 kilometer ten zuidzuidwesten van Renfrew. In 2001 had Neilston een populatie van ongeveer 5000.
Neilston wordt sinds 1903 bediend door een station op de Cathcart Circle Lines